# Olympia Kirrlach
Der FC Olympia 1919 e.V. Kirrlach ist ein Fußballverein aus dem badischen Ort Kirrlach (seit 1975 eingemeindet zu Waghäusel). Der Verein ist vor allem in der Region rund um Bruchsal beliebt und anerkannt für seine gute Jugendförderung. Sponsoren sind unter anderem Wirsol, DressGuard oder BravoSport.

## Geschichte
Zwischen 1951 und 1955 sowie in der Saison 1959/60 spielte der Verein  in der 1. Amateurliga Nordbaden, der höchsten Amateurklasse dieser Zeit. Im Jahre 1977 erreichte der Verein das Halbfinale des Badischen Pokal und qualifizierte sich für den DFB-Pokal. Dort schied die Mannschaft in der ersten Runde nach einer 0:6-Niederlage gegen Bayer 05 Uerdingen aus. Von 2010 bis zum Aufstieg 2017 spielte der Verein in der Landesliga Mittelbaden, seitdem bis zum Wiederabstieg 2023 in der Verbandsliga Baden.

## Erfolge
- Meister der 2. Amateurliga 1951, 1956, 1957, 1959
- Erreichen des Badischen Pokalhalbfinales 1977 und DFB-Pokalteilnahme 1977/78